# Dani Escriche
Daniel Escriche Romero, né le 24 mars 1998 à Borriana, est un footballeur espagnol évoluant au poste d'attaquant au Albacete Balompié.

## Biographie
Né à Borriana dans la province de Castellón, Dani Escriche est formé dans plusieurs clubs de la région. Il commence sa carrière au CD Castellón.
Escriche dispute son premier match le 3 janvier 2016 en entrant en jeu durant une victoire 3-0 contre le Recambios Colón CD en Tercera División. Au mois d'août 2016, le jeune attaquant s'engage au CD Lugo où il finit sa formation.
Escriche joue ses premières minutes en tant que professionnel le 27 mai 2017 contre le SD Huesca en Segunda División. Il inscrit son premier but la saison suivante lors d'un nul 1-1 face au Lorca FC au mois d'avril 2018. En parallèle de son intégration dans l'équipe première, Escriche évolue également avec la SDC Polvorín, la réserve du club. Au cours de l'exercice 2017-18, il inscrit 11 buts en 23 matches de Preferente Gallega. L'attaquant se démarque le 17 septembre 2017 en réalisant un triplé contre Betanzos CF, performance qu'il renouvelle en décembre face à la SD Outeiro de Rei.
Le 15 juillet 2018, Escriche signe à la SD Huesca. Il est cependant prêté pour une saison au CD Lugo.
À l'aube de la saison 2019-2020, Escriche revient à Huesca, tout juste relégué en Segunda División, et hérite du numéro neuf. Le 18 août 2019, il joue son premier match pour le club lors d'une victoire 0-1 contre l'UD Las Palmas. La journée suivante, Escriche contribue à une victoire 3-1 aux dépens du Deportivo La Corogne en délivrant une passe décisive.
Le 20 janvier 2020, Escriche est prêté à l'Elche CF jusqu'à la fin de la saison. Il marque dès son premier match le 1er février et contribue à une victoire 2-0 à domicile contre le Málaga CF. Le 8 mars, Escriche inscrit le troisième but des siens qui sécurise un succès 2-3 au Rayo Vallecano, adversaire direct pour la montée. Elche termine la saison régulière à la sixième place, se qualifiant de justesse pour les barrages d'accession. Après s'être défait du Real Saragosse, le club remporte la finale en deux manches contre le Girona FC et devient le troisième promu en première division. Escriche dispute 20 matches pour trois buts, dont toutes les rencontres de barrages, et retourne à Huesca qui est sacré champion de Segunda de la saison et remonte donc en Liga.

## Statistiques
Ce tableau présente les statistiques en carrière de joueur de Dani Escriche,.
| Saison                | Club                  | Championnat              | Championnat | Championnat | Championnat | Coupe(s) nationale(s) | Coupe(s) nationale(s) | Coupe(s) nationale(s) | Autres compétitions | Autres compétitions | Autres compétitions | Autres compétitions | Total | Total | Total |
| Saison                | Club                  | Division                 | M.          | B.          | P.d.        | M.                    | B.                    | P.d.                  | Comp.               | M.                  | B.                  | P.d.                | M.    | B.    | P.d.  |
| 2015-2016             | CD Castellón          | Tercera División         | 1           | 0           | -           | -                     | -                     | -                     | -                   | -                   | -                   | -                   | 1     | 0     | 0     |
| Sous-total            | Sous-total            | Sous-total               | 1           | 0           | -           | -                     | -                     | -                     | -                   | -                   | -                   | -                   | 1     | 0     | 0     |
| 2016-2017             | CD Lugo               | Segunda División         | 1           | 0           | 0           | -                     | -                     | -                     | -                   | -                   | -                   | -                   | 1     | 0     | 0     |
| 2017-2018             | CD Lugo               | Segunda División         | 12          | 2           | 0           | 1                     | 0                     | 0                     | -                   | -                   | -                   | -                   | 13    | 2     | 0     |
| 2018-2019             | CD Lugo (prêt)        | Segunda División         | 29          | 3           | 2           | 4                     | 1                     | 0                     | -                   | -                   | -                   | -                   | 33    | 4     | 2     |
| Sous-total            | Sous-total            | Sous-total               | 42          | 5           | 2           | 5                     | 1                     | 0                     | -                   | -                   | -                   | -                   | 47    | 6     | 2     |
| 2017-2018             | SDC Polvorín          | Preferente Norte Gallega | 23          | 11          | -           | -                     | -                     | -                     | -                   | -                   | -                   | -                   | 23    | 11    | 0     |
| Sous-total            | Sous-total            | Sous-total               | 23          | 11          | -           | -                     | -                     | -                     | -                   | -                   | -                   | -                   | 23    | 11    | 0     |
| 2019-2020             | SD Huesca             | Segunda División         | 15          | 0           | 2           | 2                     | 0                     | 0                     | -                   | -                   | -                   | -                   | 17    | 0     | 2     |
| 2020-2021             | SD Huesca             | Liga                     | 1           | 0           | 0           | 0                     | 0                     | 0                     | -                   | -                   | -                   | -                   | 1     | 0     | 0     |
| Sous-total            | Sous-total            | Sous-total               | 15          | 0           | 2           | 2                     | 0                     | 0                     | -                   | -                   | -                   | -                   | 17    | 0     | 2     |
| 2019-2020             | Elche CF (prêt)       | Segunda División         | 16          | 3           | 1           | -                     | -                     | -                     | BR                  | 4                   | 0                   | 0                   | 20    | 3     | 1     |
| Sous-total            | Sous-total            | Sous-total               | 16          | 3           | 1           | -                     | -                     | -                     | -                   | 4                   | 0                   | 0                   | 20    | 3     | 1     |
| Total sur la carrière | Total sur la carrière | Total sur la carrière    | 98          | 19          | 5           | 7                     | 1                     | 0                     | -                   | 4                   | 0                   | 0                   | 109   | 20    | 5     |

## Palmarès
Avec la SD Huesca, Escriche remporte son premier trophée en étant sacré champion de Segunda División en 2020.